# Payungrejo
Payungrejo is een bestuurslaag in het regentschap Mojokerto van de provincie Oost-Java, Indonesië. Payungrejo telt 2403 inwoners (volkstelling 2010).